# Jandarmul la New York
Jandarmul la New York (în franceză Le gendarme à New York) este un film franțuzesc din anul 1965, regizat de Jean Girault. El este al doilea film din seria Jandarmul, cu Louis de Funès în rolul jandarmului Ludovic Cruchot. El a fost urmat de încă patru filme.

## Rezumat
Jandarmii de la Saint-Tropez au fost aleși pentru a reprezenta Franța la un congres internațional al jandarmeriei de la New York. Ei trebuie să călătorească singur, fără soții sau copii, dar Nicole, fiica lui Cruchot, vrea să meargă la New York, crezând că aceasta  ar putea fi singura ei șansă de a ajunge acolo. Cruchot îi interzice să meargă, deoarece neascultarea ordinului i-ar putea afecta cariera. În timp ce Cruchot călătorește spre Le Havre cu avionul și cu trenul, Nicole este dusă acolo în secret de prietenul ei și se strecoară la bordul SS France, călătorind spre America ca pasager clandestin. În timpul călătoriei, Cruchot o vede ascunsă printre bărcile de salvare, dar adjutantul îl connvinge că a avut o halucinație. 
Atunci când nava ajunge la New York, Nicole este prinsă de un ofițer de la Serviciul de imigranți. Ea nu are pașaport, viză sau bani, astfel încât ofițerul de la emigrări decide să anunțe Ambasada franceză. Nicole este salvată de un reporter de ziar care intenționează să scrie o serie de articole romantice despre o fată franceză orfană și visele ei. El o găzduiește într-un hotel YWCA și o ia la o emisiune TV în direct unde ea cântă. În timpul șederii sale, ea întâlnește un jandarm italian pe care-l cunoscuse deja pe transatlantic. Italianul o duce la rudele sale la scurt timp după ce Cruchot, care a văzut-o cântând la televiziune, o urmărește în hotelul YWCA și este arestat.
Cruchot este eliberat cu un avertisment și o sugestie de a consulta un psihiatru. După un episod freudian al lui Cruchot cu un psihiatru, el este eliberat de viziunile sale. Plutonierul îl trimite să găsească o bucată de carne de vită, cu scopul de a găti o mâncare franceză. În timpul unei scene care parodiază filmul West Side Story, Cruchot contribuie la capturarea unui criminal urmărit și este onorat de un articol de ziar în ziua următoare. În timp ce citea articolul, el observă o fotografie a lui Nicole într-un articol despre relația ei romantică cu jandarmul italian. El îl forțează pe italian să-i spună locul unde se află Nicole și o găsește în băcănia familiei jandarmului italian. El reușește să o ia, dar cei doi sunt urmariți de sicilieni, care cred că Nicole a fost răpită. Nicole și Cruchot reușesc să scape, ascunzându-se în Chinatown și îmbrăcându-se ca un cuplu de chinezi.
Între timp, jandarmul italian solicită ajutorul polițiștilor de la NYPD și al celorlalți polițiști prezenți la congres pentru a-l ajuta să găsească dragostea lui pierdută. Cruchot o duce pe Nicole la aeroport cu taxiul într-un cufăr. El nu reușește să ajungă, din cauza unui incident de trafic, și este obligat să o elibereze pe Nicole. În urma unei serii de întâmplări, Cruchot și Nicole reușesc să scape de poliștii de la NYPD pe un șantier de construcții și revin în taxiul abandonat, care îi duce la aeroport.
La aeroport, Cruchot o vede pe Nicole îmbrăcată ca o însoțitoare de zbor pentru Air France. Ea îl pune în fața unei alegeri: fie să ia avionul cu care va zbura, riscând, astfel, să fie descoperită de adjutant sau de a-i face pe colegii săi jandarmi să plece cu avionul următor. Cruchot sabotează bagajele jandarmilor pentru a-i face pe aceștia să piardă avionul, dar adjutantul o vede în ușa avionului pe Nicole. Cruchot reușește să-l convingă că și-a imaginat.
În final, jandarmii ajung la Saint-Tropez, unde sunt salutați de locuitorii orașului, soțiile lor și Nicole. Filmul se încheie cu o scenă în care adjutantul descoperă că Nicole purta o rochie pe care Cruchot i-o cumpărase în America.

## Distribuție
- Louis de Funès - sergentul-șef Ludovic Cruchot
- Michel Galabru - plutonierul Jérôme Gerber
- Jean Lefebvre - jandarmul Lucien Fougasse
- Christian Marin - jandarmul Albert Merlot
- Guy Grosso - jandarmul Gaston Tricard
- Michel Modo - jandarmul Jules Berlicot
- Geneviève Grad - Nicole Cruchot, fiica lui Ludovic
- Alan Scott - Franck Davis, jurnalistul
- Mario Pisu - jandarmul italian Renzo
- Vincent Baggetta, Jean Droze, Jean Mylonas, Renzo Serrato, Dominique Zardi și Marino Masé - jandarmii italieni
- Jean-Pierre Bertrand - prietenul lui Nicole
- Billy Kearns - locotenentul de poliție de la comisariat
- Steve Eckhardt, Colin Higgins, Jean Minisini și Percival Russel - polițiștii americani
- Swen - psihiatrul
- Albert Augier - prezentatorul de televiziune
- Leroy Haynes - șoferul de taxi
- Pierre Tornade - medicul de pe pachebot
- France Rumilly - sora Clotilde
- François Valorbe - interpretul de la hotel
- Tiberio Murgia - băcanul italian
- Roger Lumont - recepționera bilingvă de la hotel
- Denise Mac Laglen - o vânzătoare
- René Lefèvre-Bel
- John Prim
- Alex Scourby
- Carl Studer
- Viviane Méry - recepționera de la hotelul YWCA

## Despre film
- Filmul a fost unul dintre marile succese ale anului 1965 cu peste 5 milioane de spectatori în sălile de cinema.
- Filmul a fost turnat în Franța (la Saint-Tropez, Nice, Paris, Le Havre), în SUA (la New York), precum și pe transatlanticul France.
- Numeroase aluzii sunt prezente în film cum ar fi secvența de balet, parodie după comedia muzicală West Side Story sau secvența din clădire care îi face pe spectatori să se gândească la filmele mute cu Charlie Chaplin.
- În timpul călătoriei pe pachebotul France, turiștii i-au luat pe jandarmi drept vameși. În timp ce Louis de Funès filma pe coridoarele navei, comandantul a avut ideea de a difuza primul film din serie. După ce secvența a fost filmată, turiștii au sărit pe jandarmi pentru a obține autografe.
- Filmul are astăzi valoarea unui veritabil documentar. Într-aedevăr, se pot remarca pe tot parcursul filmului: taxiurile americane (Dodge Polara din 1964 și 1965) și clișeurile despre New-York-ul din acea epocă (violența din Bronx și războiul dintre bande), clădirile care îi fascinează pe micii francezi care visează la America. De asemenea, este filmat somptuosul pachebot de legendă France, iar Cruchot și colegii săi vizitează o piscină, un bar, un restaurant, o sală de jocuri și o sală de bowling. Întreg New-York-ul defilează pe ecran (Little Italy, Greenwich Village, Chinatown, Coney Island și aeroportul JFK).
- Cei șase jandarmi sunt: Louis de Funès, Michel Galabru, Michel Modo, Guy Grosso, Jean Lefebvre și Christian Marin.
- De sărbătoarea Crăciunului de la momentul lansării filmului, la finalul anului 1965, a fost prezentată la radio Europe 1 piesa de teatru radiofonic Le Gendarme de Bethléem, inspirat în mod liber de Nașterea Domnului și interpretat de Louis de Funès, Michel Galabru, Pierre Tornade, Élisabeth Wiener etc.